# Drew Stafford
Drew Stafford (* 30. Oktober 1985 in Milwaukee, Wisconsin) ist ein ehemaliger US-amerikanischer Eishockeyspieler. Der rechte Flügelstürmer bestritt zwischen 2006 und 2019 über 800 Partien für vier Teams in der National Hockey League (NHL). Den Großteil dieser Zeit verbrachte er bei den Buffalo Sabres, die ihn im NHL Entry Draft 2004 an 13. Position ausgewählt hatten.

## Karriere
Stafford spielte als Junior zunächst für die St. Albert Bantam AA Flyers aus St. Albert in der Provinz Alberta. Die Saison 1999/2000 beendete er als drittbester Scorer der Liga mit 26 Toren und 21 Assists in 30 Ligaspielen. Am Ende der Saison wurde er ausgewählt, an einem Talente-Trainingslager von Hockey Alberta teilzunehmen.
Eine weitere Station in seiner Juniorenzeit war die Shattuck St. Mary's, das Eishockeyteam seiner Highschool, in Faribault im US-Bundesstaat Minnesota. Nach der Highschool wechselte er an die University of North Dakota, wo er drei Jahre für die North Dakota Fighting Sioux in der Western Collegiate Hockey Association, einer Division im Spielbetrieb der National Collegiate Athletic Association, spielte. Nach dem ersten College-Jahr wurde er beim NHL Entry Draft 2004 in der ersten Runde an 13. Stelle von den Buffalo Sabres aus der National Hockey League ausgewählt. Der Stürmer blieb noch zwei Jahre an der Universität und bekam im Sommer 2006 aufgrund seiner Leistungen im College-Eishockey und auf internationaler Ebene – er vertrat sein Heimatland bei der Weltmeisterschaft 2006 – von den Sabres einen Vertrag angeboten, den er unterzeichnete.
Seine Profikarriere begann folgerichtig beim Farmteam der Sabres, den Rochester Americans, in der American Hockey League. In den ersten elf Spielen der Saison erzielte er neun Punkte, so dass die Verantwortlichen der Sabres auf ihn aufmerksam wurden und ihn Anfang November in den NHL-Kader beriefen. Am 5. November 2006 debütierte er dann in der NHL gegen die New York Rangers und gab die Vorlage zum spielentscheidenden Tor durch Daniel Brière. Am 11. November 2006 erzielte er sein erstes Tor in der NHL gegen die Philadelphia Flyers. In den folgenden Jahren etablierte er sich innerhalb des Teams und steigerte seine Punkteausbeute von Saison zu Saison. Im September 2009 erhielt er einen neuen Vertrag, der ihn bis 2011 an das Franchise band.
Nach neun Jahren in Buffalo gaben ihn die Sabres im Februar 2015 samt Tyler Myers, den zwei Nachwuchsspielern Brendan Lemieux und Joel Armia sowie einem Erstrunden-Wahlrecht für den NHL Entry Draft 2015 an die Winnipeg Jets ab und erhielten im Gegenzug Evander Kane, Zach Bogosian und die Rechte an Nachwuchstorwart Jason Kasdorf. Zu diesem Zeitpunkt verfügte Buffalo über gleich drei Wahlrechte für die erste Draftrunde, wobei die Jets das niedrigste Wahlrecht erhalten sollten, das vom Abschneiden in der aktuellen Saison der St. Louis Blues und der New York Islanders abhing. Nach etwas mehr als zwei Jahren in Winnipeg gaben ihn die Jets zur Trade Deadline am 1. März 2017 an die Boston Bruins ab und erhielten im Gegenzug ein erfolgsabhängiges Sechstrunden-Wahlrecht für den NHL Entry Draft 2018.
Die Bruins verlängerten den auslaufenden Vertrag des Kanadiers nach Ende der Spielzeit 2016/17 nicht, so dass er im August 2017 als Free Agent einen Einjahresvertrag bei den New Jersey Devils unterzeichnete. Dieser wurde im Sommer 2018 nach Erfüllung vorerst nicht verlängert, jedoch empfahl sich Stafford in der Folge im Rahmen der Saisonvorbereitung für einen weiteren Einjahresvertrag in New Jersey. Dieser wurde im Sommer 2019 nicht verlängert, was anschließend das Ende seiner aktiven Karriere bedeutete. Insgesamt hatte er 841 NHL-Partien bestritten und dabei 428 Scorerpunkte verzeichnet.

## Erfolge und Auszeichnungen
- 2006 Broadmoor-Trophy-Gewinn mit der University of North Dakota
- 2006 WCHA Third All-Star Team
- 2007 Teilnahme am AHL All-Star Classic
- 2007 NHL-Rookie des Monats März

### International
- 2004 Goldmedaille bei der U20-Junioren-Weltmeisterschaft

## Karrierestatistik

### International
Vertrat die USA bei:
| - U18-Junioren-Weltmeisterschaft 2003 - U20-Junioren-Weltmeisterschaft 2004 - U20-Junioren-Weltmeisterschaft 2005 | - Weltmeisterschaft 2006 - Weltmeisterschaft 2008 - Weltmeisterschaft 2009 |

(Legende zur Spielerstatistik: Sp oder GP = absolvierte Spiele; T oder G = erzielte Tore; V oder A = erzielte Assists; Pkt oder Pts = erzielte Scorerpunkte; SM oder PIM = erhaltene Strafminuten; +/− = Plus/Minus-Bilanz; PP = erzielte Überzahltore; SH = erzielte Unterzahltore; GW = erzielte Siegtore; 1 Play-downs/Relegation; Kursiv: Statistik nicht vollständig)